# فريد مجيد
فريد مجيد غضبان من مواليد 17 آب 1986، لاعب كرة قدم عراقي سابق .
لعب مع نادي الشرطة ومن ثم مثل نادي القوة الجوية ومن ثم انتقل إلي نادي النجف وبعد ذلك لعب مع نادي الطلبة.
و قد وقع لموسم 2009/2010 مع نادي الخريطيات القطري قبل ان يعود لناديه السابق الشرطة
بدأ باللعب مع منتخب العراق لكرة القدم في عام 2007.
القابه...الدوري العراقي 2 الجوية(2004-2005)الشرطة(2012-2013)

## روابط خارجية
- فريد مجيد على موقع الاتحاد الدولي (مؤرشف)  (الإنجليزية)
- فريد مجيد على موقع قاعدة بيانات كرة القدم.إي يو (الإنجليزية)
- فريد مجيد على موقع ناشيونال فوتبول تيمز (الإنجليزية)
- فريد مجيد على موقع Soccerway.com (الإنجليزية)
- فريد مجيد على موقع عالم كرة القدم.نت (الإنجليزية)